# Prehod (film, 2009)
Prehod je celovečerni psihološki triler iz leta 2009 in vsebuje elemente filma noir in znanstvene fantastike.
Posnet je po istoimenskem romanu Vladimirja Nardina iz leta 1994. Prvotni režiser filma je bil Franci Slak, a ga je zaradi nenadne smrti nadomestil Boris Palčič. Pokojnemu Slaku je film tudi posvečen. Poleg slovenščine je v filmu tudi angleški in italijanski jezik, posnet je bil v Ljubljani in Trstu. Za goriško igralko Anito Kravos je to prvi slovenski film. V filmu nastopa glasbena zasedba Rožmarinke.
Po mnenju režiserja in producenta film opozarja na aktualno problematiko množičnega nadzora, instantne duhovnosti in kolektivne otopelosti. Prehod je v tem filmu tehnika, ki omogoča zunajtelesna doživetja in manipuliranje z ljudmi z njihovo navidezno svobodno privolitvijo.
Film je bil predstavljen na 11. festivalu slovenskega filma leta 2008, kjer je prejel nagrado občinstva za najboljši film. Začeli so ga predvajati 19. marca leta 2009. Bil je kritiško in komercialno neuspešen in deležen primerjav z neposrečenimi slovenskimi žanrskimi filmi.
Na DVD-ju je bil izdan 18. septembra 2009.

## Zgodba
Slikar Vlado v stanju zamaknjenosti naslika portret neznane ženske, Tanje, ki se kasneje pojavi v galeriji na odprtju razstave njegovih del in še bolj je presenečen, ko jo zagleda ob svojem otroškem prijatelju Izidorju in ko mu skrivnostni angleški trgovec z umetninami Memo Turner ponudi odkup slik. Otvoritev se konča z Izidorjevim izginotjem in umorom, ki v članih mednarodne korporacije ZOM sproži strah pred tem, da je nekomu izmed njih uspel popoln prehod in z ZOM-ovo tehniko manipulacije vstopiti v misli druge osebe in jo popolnoma obvladati. Vlado sledi trgovcu v Trst, kjer ponovno sreča Tanjo, ki pripada ZOM-u tako, kot izginuli Izidor. Tanja mu organizacijo predstavi, Vlado se zaplete z vodjo tržaškega oddelka Rebecco, ki ima nad njim posebno moč. Vlado postane obseden s Tanjo in tako postane žrtev ZOM, ki skuša kontrolirati njegov um in dejanja in ga preko nepojasnjenih dogodkov potegne v svet, kjer so meje med realnostjo in simulacijo resničnosti zabrisane in kjer so moč in nadzor vse, odnosi pa le sredstvo za dosego ciljev. Z raziskovanjem se vse bolj pogreza v smrtonosno past, ljubezen do Tanje se zdi vse težje uresničljiva, resnica o Izidorju vse bolj oddaljena. Vlado ne more zaupati nikomur in dvomi v lastno razsodnost, a se izkaže, da kljub naivnosti ni lahka tarča. Na koncu se s svojim starim mercedesom vrne v Ljubljano.

## Igralci
- Jure Ivanušič kot Vlado, slikar
- Iva Krajnc kot Tanja, usodna ženska
- Matjaž Tribušon kot Izidor, Vladov prijatelj
- Svetozar Cvetković kot Memo Turner, angleški trgovec z umetninami
- Anita Kravos kot Rebecca, vodja centra ZOM-a
- Maja Martina Merljak kot uslužbenka ZOM-a

## Ekipa
- Režiser - Boris Palčič
- Scenaristi - Vladimir Nardin, Franci Slak, Boris Palčič
- Direktor fotografije - Radovan Čok
- Glasba - Dragana Jovanović
- Scenograf - Urša Loboda
- Kostumografija - Bjanka Adžić Ursulov
- Montažer - Andrija Zafranović, Jurij Moškon
- Oblikovalka maske - Tina Lasič Andrejević
- Oblikovalec zvoka - Julij Zornik, Martin Schinz
- Posebni vizualni učinki - Ivan Šijak, Dušan Jovovič
- Producent - Branislav Srdić

## Produkcija

### Prijava na razpis Filmskega sklada Republike Slovenije in opozorila o protipravnem ravnanju
Film je bil eden izmed 26 projektov, ki jih je uprava Filmskega sklada na javnem razpisu prav vse zavrnila, potem ko je nadzorni svet Filmskega sklada odstavil direktorico uprave sklada Ireno Ostrouška in na položaj vršilca dolžnosti postavil predsednika nadzornega sveta Staneta Malčiča. Nato je namesto, da bi objavila novi razpis, v program uvrstila tri projekte od prej zavrnjenih (med njimi tudi Prehod) in dva, ki nista bila prijavljena na javnem razpisu. Zdenko Vrdlovec je v članku za Dnevnik opozoril, da taka odločitev krši pravila poslovanja Filmskega sklada, je protipravna in da bi lahko oškodovani producenti, če bi se pritožili, dosegli zmago na sodišču.

### Financiranje filma
Film je stal 1.441.033 evrov, Filmski sklad Republike Slovenije (Slovenski filmski center) je leta 2007 zanj namenil 680.000, plačal pa 692.101 evrov. Film je producirala producentska hiša A Atalanta s producentom Branislavom Srdićem, koproducenta sta bila Radiotelevizija Slovenija in Viba film.

### Scenarij in menjava režiserja
Scenarij filma temelji na istoimenskem romanu Vladimirja Nardina iz leta 1994, enega izmed scenaristov tega filma. Knjigo je navdihnila avtorjeva osebna izkušnja z izkoriščevalsko organizacijo, ukradeno ljubeznijo, lastnim uporništvom in željo po maščevanju. Franci Slak je film pripravljal več kot deset let. Boris Palčič je k filmu pristopil šele novembra leta 2007, ko so mu predstavili scenarij. Z nesojenim režiserjem tega filma, pokojnim Francijem Slakom, je Palčič sodeloval kot asistent režije pri filmu Butnskala.

### Snemanje
Direktor fotografije Radovan Čok je s Francijem Slakom že prej načrtoval vzdušje klasičnega filma noir. Snemanje je potekalo od 26. januarja do 2. marca 2008. Film je bil posnet v Ljubljani (tudi v prostorih nekdanje tovarne koles Rog, kjer je padla prva klapa) in Trstu. Sedež organizacije ZOM je bil posnet na Fakulteti za družbene vede.

## Izid filma
Premierno predstavitev je doživel 18. marca 2009 v KinoKlubu Vič. Prisoten je bil režiser z nekaterimi igralci. Predvajati so ga začeli naslednji dan.

## Sprejem

### Odziv gledalcev
Film v slovenskih kinematografih ni doživel uspeha, videlo ga je 1.039 ljudi, zaslužil je 4.289,40 evrov.

### Odziv kritikov
Marcel Štefančič Jr. za Mladino napiše, da ne verjame, da bi se kdorkoli hotel ukvarjati z umom melanholičnega slikarja. Film šaljivo poimenuje ZOMbi, zdi se mu nenapet, kot še ena epizoda slabe žajfnice. Na koncu film označi za žgance, po neumnosti in nerazumljivosti primerljive s filmi Za vedno, Pokrajina št. 2, Patriot, Brezno in Rabljeva freska.
Peter Kolšek za Delo do filma ni tako kritičen, vendar tudi on opazi problematično podobnost s ponesrečenimi žanrskimi filmi, kot so Patriot, Rabljeva freska in Brezno, s čimer razloži majhno število gledalcev. Hvali pogum ustvarjalcev, ki so se zoperstavili finančni skromnosti slovenske kinematografije, vendar pove tudi, da je ostalo pri ganljivem poskusu. Izbira trilerja se mu ne zdi najboljša ideja, saj je ta elitni žanr finančno in tudi drugače zahteven, trende na tem področju pa narekuje Hollywood, ki je razvadil gledalce. Zaradi tega še tako dobri sporočilni nameni ob pomanjkanju izvirnosti po njegovem niso dovolj. Misli, da je junak filma, ki kljub umetniški naravi ali prav zaradi nje ostane notranje stabilen, izdelan po pokojnem Slaku. Kot pozitivno lastnost filma izpostavi igro Jureta Ivanušiča, Anite Kravos in Svetozarja Cvetkovića.
Tudi Igor Harb za Delovo prilogo Vikend ustvarjalcem filma prizna pogum, ker niso naredili za slovenski film značilne socialne drame in spomni na slovenske žanrske polomije. Pove pa tudi, da je film zaradi tega nedodelan in pozabljiv in da z velikim številom likov in tem presega zmogljivosti scenaristov in slovenskega filma nasploh. Pohvali solidno igro igralcev, zmoti pa ga, da liki tujcev zvenijo kot Slovenci, ki govorijo tuj jezik. Umestitev sedeža ZOM-a na FDV se mu zdi zabavna. Končna ocena filma je 3 od 5.

## Festivali

### Udeležba
- 11. festival slovenskega filma (22. do 25. oktobra 2008) – tekmovalni program
- 9.  mednarodni festival znanstvenofantastičnega filma v Trstu (Trieste Science+Fiction Festival) v sekciji »Neon« (11. -16. november 2008)
- 59. mednarodni filmski festival Berlinale (od 5. do 15. februarja 2009) - sejemska projekcija
- 37. mednarodni filmski festival FEST (Beograd) (20. februar – 1. marec 2009)
- 4. evropski filmski festival L'Europe autour de l'Europe (Evropa po Evropi), Europe around Europe Film Festival, Pariz – Normandija (9. - 31. marec 2009)
- 1. medkulturni filmski festival CCIFF – culture & cultures (intercultural film festival), Lempaut, Francija, (5. - 9. September 2009)
- 5. mednarodni filmski festival, CinePécs Moveast International Film Festival, Madžarska (8. – 11. Oktober 2009)
- 4. ciprski mednarodni filmski festival (Cyprus International Film Festival CYIFF), Ciper (14. - 18. Oktober 2009)

### Nagrade
- Nagrado občinstva za najboljši film na 11. festivalu slovenskega filma
- Nagrada za najboljšo scenografijo in kostume na 4. ciprskem mednarodnem filmskem festivalu

Viri

## Arhiviranje
Film hrani Slovenski filmski arhiv pri Arhivu Republike Slovenije. Za sofinanciranje izdelave arhivskega materiala je Filmski sklad Republike Slovenije (Slovenski filmski center) leta 2008 namenil 35.366 evrov.

## Tehnični podatki
- Dolžina: 86 minut
- Format: 35mm
- Razmerje: 1:2,35
- Barve: barvni
- Zvok: Dolby Digital SRD